# Marble Hills
Die Marble Hills (englisch für Marmorberge) sind eine Hügelkette im südlichen Teil des Ellsworthgebirges in der Westantarktis.
Die eisfreie Kette ist ein Teil der Heritage-Range-Bergkette und liegt an der westlichen Seite des Horseshoe Valley. Im Nordwesten liegen die Liberty Hills, im Südosten ist sie über das Morris Cliff mit den Independence Hills verbunden. Die höchsten Erhebungen der Kette sind der Beitzel Peak (2170 m) und der Minaret Peak (1613 m) am nordwestlichen Ende sowie Mount Fordell (1670 m) im Südwesten.
Ihren Namen erhielt der aus Marmor bestehende Höhenzug von einer Forschungsexpedition der University of Minnesota, die in den Jahren 1962–1963 das Ellsworthgebirge erforschte. Das Advisory Committee on Antarctic Names übernahm diesen Vorschlag 1964 als offiziellen Namen.